# 九龙桥 (南京市)
九龙桥位于江苏省南京市秦淮区东水关东侧，为一座横跨秦淮河的南北向无铰五孔石拱桥，长51米，宽12.4米，高5.7米。该桥建于明朝初年，因邻近通济门又称通济桥（今在其东侧建有新的通济门桥）。清光绪十年（1884年）曾重修，1937年抗日战争中桥被日军飞机炸毁一段，中华人民共和国建国后按原样恢复，又增设水泥桥栏，铺沥青路面。秦淮河在此处分为内外两股支流，内秦淮河经东水关入城，从西水关出城，外秦淮河经武定门节制闸环城外绕行。2001年整修时在保留桥基的同时重新铺设了青石桥面，并安装了雕石栏杆，现为夫子庙秦淮河风光带的一部分。